# Blepharhymenus
Blepharhymenus – rodzaj chrząszczy z rodziny kusakowatych i podrodziny rydzenic. Obejmuje 20 opisanych gatunków.

## Morfologia i zasięg
Chrząszcze o wydłużonym ciele długości od 3 do 6 mm. Są dwubarwne, zwykle czerwonawe, rude lub żółtawe z przyciemnionymi przedwierzchołkowymi segmentami odwłoka. Głowa ma silnie poprzeczną, czworokątną wargę górną o niemal ściętej krawędzi przedniej oraz smukły języczek rozdzielony u wierzchołka na dwa płaty, z których każdy opatrzony jest stożkowatym sensillum. Szerokość szyi wynosi od niespełna ⅓ do prawie ½ szerokości głowy. Wypukłe przedplecze cechuje się obrzeżonymi krawędziami bocznymi i tylną, przy czym obrzeżenie zwykle dobrze widać patrząc od góry. Powierzchnię pokryw żłobi punktowanie w tyle zwykle znacznie delikatniejsze i rzadsze niż na przedzie. Odwłok ma prawie równoległe boki. Tergity od trzeciego do piątego lub szóstego mają wydatne wciski na przedzie. Tylny brzeg ósmego sternitu u samca jest pośrodku silniej niż u samicy wyciągnięty. Genitalia samicy mają spermatekę zaopatrzoną w wierzchołkową inwaginację oskórka. 
Przedstawiciele rodzaju zamieszkują półkulę południową, przy czym większość występuje na południu krainy neotropikalnej, w tym 16 w Chile, a niektóre też w Argentynie. Trzy gatunki zamieszkują Australię, a jeden Południową Afrykę.

## Taksonomia
Takson ten wprowadzony został w 1849 roku przez Antoine’a J.J. Soliera w publikacji pod redakcją Claude’a Gaya. Gatunkiem typowym wyznaczony został opisany w tej samej pracy B. sulcicollis. W 2019 roku Volker Assing dokonał rewizji rodzaju, wyłączając zeń większość gatunków do innych rodzajów i konstruując nową jego diagnozę.
Do rodzaju tego zalicza się 20 opisanych gatunków:
- Blepharhymenus angularis Pace, 1987
- Blepharhymenus antiquus Pace, 1987
- Blepharhymenus apicicornis Pace, 2005
- Blepharhymenus capicola (Cameron, 1945)
- Blepharhymenus cautinensis Pace, 1999
- Blepharhymenus chapoensis Pace, 1999
- Blepharhymenus chilensis (Bernhauer, 1908)
- Blepharhymenus euchromus Fairmaire & Germain, 1862
- Blepharhymenus fieldimontis Pace, 2005
- Blepharhymenus franzi Pace, 1987
- Blepharhymenus giachinoi Pace, 2005
- Blepharhymenus granulicauda Pace, 1987
- Blepharhymenus luteicornis Pace, 1987
- Blepharhymenus magellanicus Pace, 1987
- Blepharhymenus meridionalis Pace, 1987
- Blepharhymenus newtoni Pace, 1999
- Blepharhymenus osornensi Pace, 1987
- Blepharhymenus puyehuensis Pace, 1987
- Blepharhymenus submetallicus (Fairmaire & Germain, 1862)
- Blepharhymenus sulcicollis Solier, 1849